# Libertad, Tabasco
Libertad är en ort i Mexiko.   Den ligger i kommunen Tacotalpa och delstaten Tabasco, i den sydöstra delen av landet, 700 km öster om huvudstaden Mexico City. Libertad ligger 239 meter över havet och antalet invånare är 1 042.
Terrängen runt Libertad är huvudsakligen kuperad, men söderut är den bergig. Runt Libertad är det ganska tätbefolkat, med 93 invånare per kvadratkilometer. Närmaste större samhälle är Amatán, 11,7 km väster om Libertad. I omgivningarna runt Libertad växer i huvudsak städsegrön lövskog.